# Tito Peak
Tito Peak är en bergstopp i Antarktis. Den ligger i Östantarktis. Nya Zeeland gör anspråk på området. Toppen på Tito Peak är 625 meter över havet, eller 7 meter över den omgivande terrängen. Bredden vid basen är 0,41 km.
Terrängen runt Tito Peak är varierad. Trakten är obefolkad. Det finns inga samhällen i närheten.